# Ángeles Mateos Díaz
Ángeles Mateos Díaz (Madrid, 24 juny 1893 - ?), en alguns arxius registrada amb el segon cognom com a Fernández, va ser una llevadora espanyola, represaliada pel franquisme.

## Biografia
Ángeles Mateos Díaz va néixer a Madrid el 1893. El 2 setembre 1929 va obtenir el títol de llevadora a la Universitat Central de Madrid. Després del cop militar de 1936, Mateos Díaz va ser destinada a la casa de socors de Chamartín de la Rosa, on va continuar exercint la seva professió. Estava  afiliada a Izquierda Republicana.
Un cop acabada la Guerra Civil, amb la derrota del bándol republicà, el nou govern va potenciar la delació com a obligació patriòtica i Mateos Díaz va ser denunciada per dos companys, Enriqueta García Fernández i el practicant Pelayo Rubio González, que la van acusar d'inducció a l'assassinat, en declarar que, en comptes de prestar socors a un ferit, que havia estat passejat, va avisar els milicians de la txeca que hi havia a la plaça de toros de Tetuàn.
Sotmesa a Consell de guerra, el 22  juny 1939, va ser condemnada a la pena de mort pel delicte d'Auxilio a la rebelión. El 6 octubre, li va ser commutada la pena capital a 30 anys de reclusió major. Va ingressar a la presó de Saturrarán el 25 novembre 1940. El 1943 va demanar una nova commutació, que no va ser acceptada. El 21 juliol 1946, després de complir 7 anys de condemna va obtenir la llibertat condicional amb desterrament a Valladolid. Quan va demanar de tornar a Madrid, li va ser denegat el permís per no disposar de mitjans de subsistència. La depuració laboral de les llevadores republicanes va ser especialment dura, ja que a part d'acatar les lleis del Movimiento, van haver de prescindir dels seus coneixements de pràctiques anticonceptives i de la pràctica d'avortaments. A finals de 1947 va trobar feina com a practicant interina a Tordesillas i fins al 1950 no va aconseguir una plaça de llevadora a Arévalo.